# NGC 4259
NGC 4259 é uma galáxia lenticular (S0) localizada na direcção da constelação de Virgo. Possui uma declinação de +05° 22' 37" e uma ascensão recta de 12 horas, 19 minutos e 22,1 segundos.
A galáxia NGC 4259 foi descoberta em 27 de Dezembro de 1827 por John Herschel.